# دان أوليري
دان أوليري (بالإنجليزية: Dan O'Leary)‏ هو لاعب كرة قدم أمريكية أمريكي، ولد في 1 سبتمبر 1977 في كليفلاند في الولايات المتحدة.

## وصلات خارجية
- دان أوليري على موقع مرجع كرة القدم المحترفة.كوم (الإنجليزية)